# San Pedro Columbia
San Pedro Columbia ist eine Kleinstadt im Toledo District in Belize, Mittelamerika. 2010 hatte der Ort 1703 Einwohner, hauptsächlich aus dem Volk der Kekchí-Maya.

## Geografie
Der Ort liegt im Landesinnern im Columbia River Forest Reserve und am Columbia Branch des Rio Grande. In der Nähe liegt die archäologische Stätte Lubaantun Archaeological Reserve. Die nächsten größeren Orte in der Umgebung sind San Miguel im Norden und Dump, beziehungsweise Nafreda im Süden.

## Klima
Nach dem Köppen-Geiger-System zeichnet sich San Pedro Columbia durch ein tropisches Klima mit der Kurzbezeichnung Am aus.